# Yu-Gi-Oh!
Yu-Gi-Oh! (jap. 遊☆戯☆王 Yū-Gi-Ō „König der Spiele“) ist eine erstmals 1996 veröffentlichte Manga-Serie des Mangakas Kazuki Takahashi, die auch als Anime umgesetzt wurde und zu der etliche Merchandising-Produkte, darunter das international erfolgreiche Yu-Gi-Oh!-Sammelkartenspiel, vertrieben werden.
Im Zentrum der Handlung des Mangas und des Anime, die beide der Shōnen-Gattung zuzuordnen sind, steht der zunächst einsame sechzehnjährige Schüler Yugi, der mit dem Zusammenbau eines ägyptischen Puzzles den Geist eines antiken Pharaos freisetzt und ihn als Freund gewinnt. Gemeinsam mit dem Pharao, der für Gerechtigkeit einsteht und die Ungerechten bestrafen will, muss er in verschiedenen Kämpfen die Welt vor dem Untergang bewahren. Viele weitere Freunde, allen voran Katsuya/Joey, Hiroto/Tristan und Anzu/Téa, stehen ihm dabei unterstützend zur Seite.

## Handlung
Der Schüler Yugi Muto erhält ein dreidimensionales, altes, ägyptisches Puzzle, das bislang niemand zusammensetzen konnte. Der Versuch, dieses zu lösen, verändert sein ganzes Leben. Denn als er das „Millenniumspuzzle“ zusammensetzt, weckt er den Geist eines alten Pharaos, dessen Gedächtnis gelöscht wurde und mit dem er nun einen Körper teilt. Mit Hilfe des Kartenspiels Duel Monsters versuchen Yugi und Yami (der Name, mit dem der Pharao angesprochen werden möchte) das verlorene Gedächtnis des Pharaos wiederherzustellen. Das Millenniumspuzzle ist jedoch nur einer von insgesamt sieben Millenniumsgegenständen, welche die Macht besitzen sollen, die Welt zu zerstören. So sind viele böse Mächte hinter dem Millenniumspuzzle und seiner Macht her. Doch gemeinsam mit seinen Freunden Joey Wheeler, Téa Gardner und Tristan Taylor stellt er sich ihnen entgegen.

## Charaktere
Zuerst erfolgt die Angabe der Namen aller Charaktere gemäß dem deutschsprachigen Manga, der sich an den Namen der japanischen Originalfassung orientiert. Hinter dem Schrägstrich erfolgt die Nennung der Namen gemäß der deutschsprachigen Animefassung, die sich ihrerseits an der US-amerikanischen Fassung orientiert.
- Yugi Muto (武藤 遊戯, Mutō Yūgi) / Yugi Muto ist 16-jähriger Jugendlicher und Schüler, der eine für sein Alter geringe Körpergröße hat und deshalb sehr oft von seinen Mitschülern und Altersgenossen gemobbt wird. Er ist immerzu freundlich und hilfsbereit und kann mit Yami Yugi durch das Millenniumspuzzle Verbindung aufnehmen. Durch die Freundschaft mit dem Pharao wurde er immer mutiger und reifer.

- Yami Yugi (闇遊戯, Yami Yūgi) / Pharao Atem ist ein ca. 3000 Jahre alter Pharao der 18. Dynastie (4Kids und deren Lizenznehmer geben sein Alter mit 5000 Jahre an). Er ist sehr geheimnisvoll und sein Geist lebt im Inneren von Yugis Millenniumspuzzle. In der ersten in Deutschland veröffentlichten Staffel wird am Ende sein Name, Yami (zu deutsch „Finsternis/Dunkelheit“), preisgegeben. In der Doom-Staffel wird er schlicht „Pharao“ genannt. Im späteren Verlauf des Animes wird sein wahrer Name, Atem, enthüllt. Er verabschiedet sich im letzten Duell gegen Yugi von ihm und seinen Freunden, um in die Geisterwelt einzutreten.

- Anzu Mazaki (真崎 杏子, Mazaki Anzu) / Téa Gardner ist die beste Freundin von Yugi. Nach der Schule möchte sie nach New York übersiedeln, um dort tanzen zu lernen. Sie hat romantische Gefühle sowohl für Yugi als auch für Atem.

- Hiroto Honda (本田 ヒロト, Honda Hiroto) / Tristan Taylor ist ein Freund von Yugi. Früher hat er zusammen mit Joey Yugi gehänselt. Das änderte sich, als dieser die beiden bei einer Schlägerei mit dem Hausmeister ihrer Schule unter Einsatz seines Lebens gerettet hat.

- Katsuya Jonouchi (城之内 克也, Jōnouchi Katsuya) / Joey Wheeler ist Yugis bester Freund und entwickelt sich im Laufe der Handlung zu einem sehr guten Duellanten. Er sorgt sich vor allem um seine Schwester Shizuka Kawai / Serenity Wheeler (Kawai ist der Geburtsname ihrer Mutter, bei der sie lebt), die an einer Augenkrankheit leidet. Es gelingt ihm mit dem Preisgeld, welches Yugi mit seinem Sieg über Pegasus im Königreich der Duellanten gewinnt, die Augenoperation für seine Schwester zu bezahlen. Joey hegt Kaiba gegenüber eine Abneigung, weil dieser sich immer über seine Duellfähigkeiten lustig macht und ihn nicht als ebenbürtigen Duellant ansieht.

- Seto Kaiba (海馬 瀬人, Kaiba Seto) ist der Inhaber eines Großunternehmens, der Kaiba Corporation, welches Spiele herstellt, und einer von Yugis Rivalen. Sein jüngerer Bruder Mokuba hält immer zu ihm. Er war der ungeschlagene Meister in Duel Monsters, bis Yugi ihn besiegte. Seto und Mokuba haben einen Autounfall überlebt, bei dem ihre Eltern starben. Das Vermögen ihrer Eltern, das sie erben sollten, wurde ihnen von ihren Verwandten widerrechtlich weggenommen. Sie wurden als Waisenkinder von Gozaburo Kaiba, dem weltbesten Schachspieler, adoptiert, weil dieser von Seto bei einer Schachpartie geschlagen wurde. Seitdem trägt Seto Kaiba auch den Titel „Schachweltmeister“. Seto hat unter anderem die drei legendären Karten des „Weißen Drachen mit eiskaltem Blick“ in seinem Deck. Nachdem Kaiba von Ishizu die Ägyptische Götterkarte „Obelisk, der Peiniger“ erhalten hat, veranstaltet er das Battle-City-Turnier in Domino, um die anderen beiden Götterkarten in seinen Besitz zu bringen, scheitert jedoch im Halbfinale erneut im Kampf gegen Yugi. Kaiba hatte einen bei einem Autounfall verstorbenen Stiefbruder namens Noah. In der ersten Serie versucht Kaiba Yugi und seine Freunde mit dem Projekt „Death-T“ zu töten.

- Ryo Bakura (獏良 了, Bakura Ryō) / Bakura ist ein Freund von Yugi. Allerdings ist er im Besitz des Millenniumsrings, dessen böser Geist Yami Bakura, ein ca. 3000 (5000 in der 4Kids-Fassung) Jahre alter Grabräuber, immer wieder von ihm Besitz ergreift. Dieser Geist will alle Millenniumsgegenstände an sich reißen, um die Weltherrschaft zu erlangen. Bakuras Vater ist Archäologe. Dieser hat den Millenniumsring auf einem ägyptischen Basar erstanden und später seinem Sohn geschenkt.

- Pegasus J. Crawford / Maximillion Pegasus ist der Erfinder von Duel Monsters. Er veranstaltete ein Turnier im „Königreich der Duellanten“, weil er alle Millenniumsgegenstände haben wollte, um seine geliebte Frau Cecelia wieder zum Leben zu erwecken. Sein Millenniumsauge ist sein wertvollster Besitz. Durch diesen Millenniumsgegenstand kann er die Gedanken anderer lesen und Menschen ihre Seelen rauben und anschließend in Karten bannen. Er verliert das Millenniumsauge in einem „Spiel der Schatten“ gegen Bakura, den Geist des Millenniumsrings.

- Marik Ishtar (マリク・イシュタール, Mariku Ishutāru) ist eigentlich ein Grabwächter des Pharaos. Jedoch brachte der Wunsch, die Außenwelt anstatt seiner unterirdischen Heimat zu sehen, und der Zorn seines Vaters darüber seine dunkle Seite hervor, bekannt als Yami Marik. Yami Marik verbannte seinen Vater mit dem Millenniumsstab ins Reich der Schatten, jedoch konnte Odion ihn davon abhalten, noch mehr Menschen dorthin zu verbannen. Da der Junge am selben Tage Shadi / Schah Dee begegnete, glaubt er, der Pharao hätte seinen Vater ins Reich der Schatten geschickt; seitdem sinnt er auf Rache. Er will die sogenannten „Ägyptischen Götterkarten“ in seinen Besitz bringen, um so den Pharao ins Reich der Schatten zu schicken und selbst Pharao beziehungsweise Weltherrscher zu werden. Seine ältere Schwester Ishizu Ishtar ist im Besitz der Millenniumskette und will unbedingt Mariks gute Seite unterstützten. Als Odion von Joey in den Battle-City-Finalrunden besiegt wurde, erschien Yami Marik wieder, welcher nach siegreichen Duellen Mai und Bakura ins Reich der Schatten verbannte und Joey in Folge eines brutalen Duells, in welchem er seine und Joeys Lebenskraft unmittelbar mit ihren Lebenspunkten verband, besiegte und dieser nach seiner Niederlage völlig entkräftet das Bewusstsein verlor. Nachdem Yugi ihn im Finale schlug, wurde er in die Geisterwelt gebannt und Marik erlangte wieder die Kontrolle über seinen Körper zurück.

- Noah Kaiba (海馬 乃亜, Kaiba Noa) ist der leibliche Sohn von Gozaburo Kaiba. Noah starb bei einem Autounfall, jedoch konnte sein Vater alle Erinnerungen Noahs in einen Super-Computer transferieren und ihm ein Leben in einer virtuellen Welt ermöglichen. Gozaburo erkannte jedoch später, dass sein Sohn nie in der Lage sein würde sein Erbe anzutreten und die Kaiba Corporation zu leiten. Der Aufenthalt in der von seinem Vaters geschaffenen virtuellen Welt ermöglicht Noah die Aneignung allen bekannten Wissens und eine Steigerung seiner Intelligenz, womit er sich im Stande sah an Seto Rache zu nehmen. Seine Niederlage gegen Yugi verwehrte ihm die Verwirklichung seines Ziels; später zerstörte er die virtuelle Welt und löschte so sich und seinen Vater unwiederbringlich aus. Noah kommt nicht im Manga vor. Seine Kleidung und seine Haare sollen eine Anspielung auf den Seto Kaiba der ersten Serie sein, da dieser auch eine grüne Haarfarbe hatte.

- Dartz (ダーツ, Dātsu) ist der über 10.000 Jahre alte Herrscher von Atlantis. Er will mit den Seelen der drei auserwählten Duellanten Kaiba, Joey und Pharaos den großen Leviathan wiedererwecken. Der Pharao besiegt ihn aber im Duell. Dartz kommt wie Noah nicht im Manga vor.

- Siegfried von Schroider (ジークフリード・フォン・シュレイダー, Jīkufurīdo fon Shureidā) / Zigfried von Schröder ist der deutsche Konkurrent von Kaiba und Präsident der Schröder Corporation. Sie sind miteinander seit ihrer Kindheit bekannt. Im KC Grand Championship möchte er sich mit seinem jüngeren Bruder, Leon von Schröder, an Kaiba rächen und dessen Unternehmen, die Kaiba Corporation, in den Ruin treiben; doch Yugi gelingt es ihren Plan zu vereiteln. Am Ende der Serie wird im Abspann gezeigt, wie Zigfried mit Pegasus verhandelt. Zigfried kommt ebenso wie Noah und Dartz nicht im Manga vor.

- Insector Haga (インセクター羽蛾, Insekutā Haga) / Weevil Underwood: stellt zwar keine Hauptfigur dar, tritt jedoch in der Serie mehrmals als Antagonist von Yugi und dessen Freunden auf. Underwood hat sein Deck hauptsächlich aus Monstern des Typs Insekt zusammengesetzt und ist als solcher ein sehr guter Duellant. Weevil duelliert sich im „Königreich der Duellanten“ gegen Yugi und im „Battle City Turnier“ gegen Joey Wheeler. Das letzte und kürzeste Duell führte Weevil gegen Siegfried von Schröder.

- „Dinosaur“ Ryuzaki (ダイナソー竜崎, Dainasō Ryūzaki) / Rex Raptor war wie auch Weevil Underwood einer der anerkanntesten Duellanten. Er trägt ständig Streitigkeiten mit Weevil aus, dennoch scheinen beide ein mehr oder minder freundschaftliches Verhältnis zueinander zu pflegen. Raptor verliert im Königreich der Duellanten gegen Joey Wheeler und taucht später auch in der zweiten und vierten Staffel auf. In letzterer werden er und Weevil einer Gehirnwäsche unterzogen und beginnen für Dartz zu arbeiten. Ebenso wie Weevil hat Rex sein Deck auf Monster eines bestimmten Typs spezialisiert, nämlich auf solche des Typs Dinosaurier.

## Die Millenniumsartefakte
Es gibt insgesamt sieben Millenniumsartefakte: das Puzzle, den Stab, die Kette, den Ring, das Auge, den Schlüssel (Anch) und die Waage – alle mit verschiedenen Eigenschaften. Im Kinofilm taucht ein achter Gegenstand auf, die Pyramide des Lichts. Sie gehört dem Totengott Anubis. Als das Millenniumspuzzle zusammengesetzt wurde, wurde die Pyramide aktiviert. Sie wird allerdings am Ende des Films zerstört.
- Das Millenniumspuzzle (oder Lot) muss zusammengebaut werden, bevor es seine Macht entfalten kann. Es hat die Form einer umgedrehten Pyramide. Es gehört Yugi Muto, der es von seinem Großvater geschenkt bekam. Wer das Puzzle besitzt, hat die Macht, einen Geist von bösen Gedanken zu befreien und jemandem die Wahrheit vor Augen zu führen. Früher, zu Zeiten von Atem, hatte der Pharao die Macht, die ägyptischen Götter (Der geflügelte Drache des Ra, Obelisk der Peiniger, Slifer der Himmelsdrache) zu rufen.

- Mit dem Millenniumsstab kann man den Geist von Menschen kontrollieren, soweit der Besessene nicht in der Lage ist sich gegen die Besitzergreifung seiner Seele zur Wehr zu setzen. Der Stab gehört Marik Ishtar, der ihn seinem Vater gestohlen hat, als er zum ersten Mal vom Bösen besessen war. Im Battle City-Turnier nutzt er ihn unter anderem, um Joey und Téa per Gedankenkontrolle gegen Yugi aufzuhetzen und so dessen Millenniumspuzzle zu bekommen. Yugi besiegt Marik jedoch im Turnierfinale und Marik überlässt ihm den Stab. Im Alten Ägypten war der Priester Seto sein Besitzer.

- Mit der Millenniumskette hat ihr Besitzer die Macht, in die Zukunft und Vergangenheit zu blicken. Am Anfang gehört sie Isis Ishtar/Ishizu Ishtar, Mariks Schwester, doch später überlässt sie sie Yugi. Im Alten Ägypten besaß sie als Priesterin Isis die Kette.

- Der Besitzer des Millenniumsrings kann in die Seele eines beliebigen Menschen sehen und dort sogar die geheimsten Wünsche und Ängste lokalisieren. Er besitzt die Fähigkeit, andere Millenniumsgegenstände zu finden. Im Ring wohnt ein mächtiger Geist, der über seinen Besitzer die Kontrolle ergreifen und auch mit der Kraft des Rings Seelen in Objekte bannen kann. Der Ring gehört Bakura. Im Alten Ägypten war der mächtige Priester und später Magier Mahad(o) sein Besitzer.

- Mit dem Millenniumsauge hat man die Macht, die Gedanken von Menschen in seiner unmittelbaren Umgebung zu lesen. Außerdem kann man mit ihm Seelen von Menschen in Duel-Monsters-Karten und Steintafeln bannen. Der Besitzer des Auges muss es an Stelle seines eigenen Auges einsetzen, um es benutzen zu können. Das Auge gehört Pegasus J. Crawford/Maximilian Pegasus, bis der Geist des Millenniumsrings es bei einem Schattenduell gewinnt. Im Alten Ägypten war Priester Aknadin der Besitzer des Auges.

- Der Millenniumsschlüssel (oder Anch) lässt seinen Besitzer in den „Raum im Herzen“ von Menschen eindringen und kann diesen beliebig verändern und so den Menschen kontrollieren. Er gehört Schadi/Schah Dee, dem Wächter der Millnniumsartefakte. Im Alten Ägypten war Priester Shada sein Besitzer und vor ihm Shimon.

- Die Millenniumswaage kann das Böse und Gute in Menschen aufspüren. Sie gehört ebenfalls Shadi/Schah Dee. Im Manga richtet Shadi mit ihr über Personen folgendermaßen: auf die eine Seite der Waage kommt das (unsichtbare) Herz der bösen Person, auf die andere Seite die „Feder der Wahrheit“. Dann stellt Shadi (Schah Dee) drei Fragen. Die Person, über die gerichtet wird, muss alle Fragen wahrhaftig beantworten, da ihre Seele sonst vom krokodilähnlichen Seelenfresser Ammit verspeist wird. Im Alten Ägypten war Priester Karim sein Besitzer und konnte damit Monster fusionieren.
Hier lassen sich wieder Parallelen zur ägyptischen Mythologie finden, denn auch dort glaubte man daran, dass nach dem Tode, bevor man ins Jenseits einkehren durfte, das Herz des Verstorbenen gegen die Feder der Maat aufgewogen wurde (vgl. auch mit dem Ägyptischen Totenbuch).

## Manga
Der Manga wurde in Japan von September 1996 bis März 2004 in Einzelkapiteln im auflagenstarken Manga-Magazin Shōnen Jump veröffentlicht. Der Shūeisha-Verlag brachte diese Einzelkapitel ab März 1997 auch in Sammelbänden heraus, von denen insgesamt 38 Bände erschienen sind. Unter dem Titel Yu-Gi-Oh R (遊☆戯☆王R) erschien seit Juni 2004 im V Jump, einem Schwestermagazin des Shōnen Jump, eine Nachfolgeserie des Mangas. Diese hat einen anderen Handlungsverlauf und wurde nicht von Takahashi gezeichnet, sondern von Akira Itō.
Der Yu-Gi-Oh!-Manga wurde auch in Nordamerika, Finnland, Norwegen, Deutschland, Frankreich, Spanien, Italien, Niederlande, Portugal und Schweden veröffentlicht. Auf Deutsch erschien der Comic ab September 2002 im Manga-Magazin BANZAI!, einer deutschen Fassung des Shōnen Jump, bei Carlsen Comics. Carlsen brachte gleichzeitig die Sammelbände heraus. Im Januar 2005 nahm man Yu-Gi-Oh! aus dem Banzai!-Magazin heraus, um die Sammelbände schneller publizieren zu können, ohne auf die langsamere Veröffentlichung im Banzai! zu warten. Die Serie ist mit 38 Bänden abgeschlossen.

## Anime

### Fernsehserien

#### Veröffentlichung
Von April bis Oktober 1998 lief auf dem japanischen Fernsehsender TV Asahi eine von Toei Animation produzierte, 27 Episoden umfassende Anime-Serie auf Basis des Mangas. Diese handelt, wie auch der Beginn der Manga-Serie, vom Leben von Yugi und seinen Freunden an der Schule. Das Kartenspiel Duel Monsters nahm hier noch keine wichtige Stellung ein. Diese Serie wurde bisher nur in Japan ausgestrahlt.
Unter dem Titel Yu-Gi-Oh Duel Monsters (遊戯王デュエルモンスターズ, Yū-Gi-Ō Dyueru Monsutāzu), das von Studio Gallop und Nihon Ad Systems produziert wurde, strahlte TV Tokyo von April 2000 bis September 2004 eine Nachfolgeserie aus, die von anderen Sprechern synchronisiert wurde. Während Megumi Ogata die Rollen von Yami Yugi und Yugi Muto in der ersten Serie sprach, übernahm diese Rolle ab der zweiten Serie Shunsuke Kazama. Yu-Gi-Oh Duel Monsters beschäftigt sich in ihren 224 Episoden, die in fünf Staffeln unterteilt werden, hauptsächlich mit dem Spiel Duel Monsters.
4Kids Entertainment sicherte sich die weltweiten Rechte an dieser Serie, importierte sie als Yu-Gi-Oh! in die USA und nahm einige Änderungen vor, um sie für ein US-amerikanisches Publikum zugänglicher zu machen. So US-amerikanisierte man die Namen, entfernte religiöse Symbole und Gewaltszenen sowie sexuelle Anspielungen. Auch Dialoge wurden verändert. RTL II strahlte die US-amerikanische Version unter demselben Namen ab März 2003 in Deutschland aus. Yugi Muto und Yami Yugi/Pharao Atem wurden in der deutschen Version von zwei unterschiedlichen Personen synchronisiert, Yugi Muto von Konrad Bösherz und Yami Yugi/Pharao Atem von Sebastian Schulz.
Von Oktober 2004 bis März 2008 wurde auf TV Tokyo Yu-Gi-Oh! GX ausgestrahlt, eine Nachfolgeserie von Yu-Gi-Oh Duel Monsters. Diese setzt etwa drei Jahre nach den Geschehnissen aus dieser Serie an, beleuchtet andere Charaktere und war ab Februar 2006 auch im deutschen Fernsehen zu sehen. Ab März 2006 erschien die zwölfteilige Serie Yu-Gi-Oh Capsule Monsters (遊戯王カプセルモンスターズ, Yū-Gi-Ō Kapuseru Monsutāzu). Diese zusätzliche Staffel wurde nach dem Start der Nachfolgeserie Yu-Gi-Oh! GX im Auftrag von 4Kids Entertainment für die USA produziert und auf DVD veröffentlicht und wurde ab Mai von RTL II als sechste Staffel der zweiten Serie ausgestrahlt.
Ab April 2008 wurde das Franchise durch eine vierte Serie mit dem Titel Yu-Gi-Oh! 5D’s und ab April 2011 durch Yu-Gi-Oh! Zexal fortgesetzt. Diese wurden ebenfalls von 4kids lizenziert und im US-Fernsehen ausgestrahlt. Nach 4Kids Geschäftsaufgabe übernahm Konami 2012 die Lizenzen des gesamten Franchises.

#### Synchronisation
Die von 4Kids Entertainment bearbeitete Fassung wurde im Auftrag von RTL II synchronisiert. Die Synchronisation entstand bei Bikini Studios in Berlin unter der Regie und nach einem Dialogbuch von Mario von Jascheroff.
| Rolle                                         | japanischer Sprecher (Seiyū) | japanischer Sprecher (Seiyū)                               | deutscher Sprecher                                             |
| Rolle                                         | 1. Serie (1998)              | 2. Serie (2000)                                            | 2. Serie (2000)                                                |
| --------------------------------------------- | ---------------------------- | ---------------------------------------------------------- | -------------------------------------------------------------- |
| Yūgi Mutō                                     | Megumi Ogata                 | Shunsuke Kazama                                            | Konrad Bösherz                                                 |
| Yami Yūgi/Atem                                | Megumi Ogata                 | Shunsuke Kazama                                            | Sebastian Schulz                                               |
| Katsuya Jōnouchi/Joey Wheeler                 | Toshiyuki Morikawa           | Hiroki Takahashi                                           | Robin Kahnmeyer                                                |
| Seto Kaiba                                    | Hikaru Midorikawa            | Kenjirō Tsuda                                              | Gerrit Schmidt-Foß                                             |
| Anzu Mazaki/Téa Gardner                       | Yumi Kakazu                  | Maki Saitō                                                 | Rubina Kuraoka                                                 |
| Hiroto Honda/Tristan Taylor                   | Ryotaro Okiayu               | Takayuki Kondō (Folge 1-51) Hidehiro Kikuchi (ab Folge 53) | Kim Hasper                                                     |
| Miho Nosaka                                   | Yukana Nogami                | —                                                          | —                                                              |
| Sugoroku Muto/Solomon Muto                    | Takeshi Aono                 | Tadashi Miyazawa                                           | Peter Groeger                                                  |
| Shizuka „Jōnouchi“ Kawai/Serenity Wheeler     | Michiko Neya                 | Mika Sakenobe                                              | Ursula Hugo                                                    |
| Ryuji Otogi/Duke Devlin                       | —                            | Ryō Naitō                                                  | Dennis Schmidt-Foß                                             |
| Ryō Bakura/Bakura                             | Tsutomu Kashiwakura          | Yō Inoue (Folge 12-41) Rika Matsumoto (ab Folge 50)        | Constantin von Jascheroff                                      |
| Yami Bakura                                   | Tsutomu Kashiwakura          | Yō Inoue (Folge 12-41) Rika Matsumoto (ab Folge 50)        | David Nathan (Folge 12-143) Peter Reinhardt (ab Folge 199)     |
| Shadi                                         | Kaneto Shiozawa              | Nozomu Sasaki                                              | Bernd Vollbrecht (Folge 40-143) Peter Flechtner (ab Folge 201) |
| Mokuba Kaiba                                  | Katsue Miwa                  | Junko Takeuchi                                             | Ricardo Richter                                                |
| Tetsu Ushio/Tetsu Trudge                      | Ryuzaburo Otomo              | Yuji Kishi                                                 | Klaus Lochthove                                                |
| Mai Kujaku/Mai Valentine                      | —                            | Haruhi Terada                                              | Irina von Bentheim                                             |
| Insector Haga/Weevil Underwood                | —                            | Urara Takano                                               | Mario von Jascheroff                                           |
| Dinosaur Ryuzaki/Rex Raptor                   | —                            | Kin Fuji (Folge 3-138) Yūichi Nakamura (ab Folge 139)      | Marius Clarén Rainer Fritzsche (Folge 131)                     |
| Ryota Kajiki/Mako Tsunami                     | —                            | Daisuke Namikawa                                           | Tobias Kluckert                                                |
| Keith Howard/Bandit Keith                     | —                            | Hajima Komada                                              | Roman Kretschmer                                               |
| Ghost Kozuka/Bonz                             | —                            | Masami Suzuki                                              | Gerald Schaale                                                 |
| Pegasus J. Crawford/Maximillian Pegasus       | —                            | Jiro Jay Takasugi                                          | Till Hagen                                                     |
| Marik Ishtar                                  | —                            | Tetsuya Iwanaga                                            | Charles Rettinghaus                                            |
| Yami Marik                                    | —                            | Tetsuya Iwanaga                                            | Klaus-Dieter Klebsch                                           |
| Rishid Ishtar/Odion Ishtar                    | —                            | Konta                                                      | Helmut Krauss                                                  |
| Ishizu Ishtar                                 | —                            | Sumi Shimamoto                                             | Claudia Urbschat-Mingues                                       |
| Rebecca Hopkins/Rebecca Hawkins               | —                            | Kaori Takagami                                             | Jill Schulz                                                    |
| Noah Kaiba                                    | —                            | Chisa Yokoyama                                             | Hannes Maurer                                                  |
| Gozaburo Kaiba                                | Unsho Ishizuka               | Tetsuo Komura                                              | Engelbert von Nordhausen                                       |
| Dartz                                         | —                            | Yū Emao                                                    | Björn Schalla                                                  |
| Siegfried von Schroider/Zigfried von Schröder | —                            | Eisuke Tsuda                                               | Viktor Neumann                                                 |
| Leonhart von Schroider/Leon von Schröder      | —                            | Seiko Noguchi                                              | David Turba                                                    |

### Handlung der Serie „Yu-Gi-Oh!“

#### Yu-Gi-Oh!
In der ersten Serie fordert Yami Yugi die Menschen nicht zu einem Duell der Duell-Monster heraus. Stattdessen forderte er sie zu einem Schattenspiel oder Yami no Game heraus, einer gefährlichen Herausforderung, bei der er dann die Regeln erklärte. Die betreffende Person würde jedoch betrügen und die Türen der Dunkelheit würden sich öffnen, so dass Yami Yugi ein Strafspiel gegen die Person durchführen würde, und normalerweise wäre alles, worüber sie am meisten besessen ist, ihr Albtraum, wie zum Beispiel, dass ihr Make-up abfällt und ihr Gesicht die Wahrheit zeigt oder Armbanduhren in ihrem Arm verschmelzen. In dieser Serie spielt Duel Monsters eher eine untergeordnete Rolle und ist nur eines von den vielen fiktiven Spielen, die von Yugi und seinen Freunden gespielt werden. Im Verlauf der letzten drei Folgen bekämpft Yami den bösen Geist, der in Bakuras Millenniums-Ring wohnt, in einem fiktiven Rollenspiel namens Monster World.

#### Yu-Gi-Oh! Duel Monsters

##### 1. Staffel: Königreich der Duellanten
Die erste Staffel der Serie handelt vom Königreich der Duellanten, einem von Maximillian Pegasus veranstalteten Turnier. Indem er mit seinem Millenniumsauge die Seele von Yugis Großvater stiehlt, zwingt er Yugi, daran teilzunehmen; gewinnt Yugi, gibt Pegasus die Seele wieder frei. Dazu stiehlt Pegasus auch die Seele von Kaibas jüngerem Bruder Mokuba um Yugi und Kaiba gegeneinander antreten zu lassen. Das Turnier ist ein Vorwand, um Yugis Millenniumspuzzle in seinen Besitz zu bringen. Denn der, der alle sieben Millenniumsgegenstände besitzt, soll große Macht erlangen; später erfährt man jedoch, dass Pegasus mit den Artefakten nur seine verstorbene Frau (in der US-amerikanischen Fassung: Cecilia Pegasus) wiederbeleben will. Im finalen Duell gegen Pegasus siegt Yugi und erhält den Titel König der Spiele. Am Ende der Staffel wird Pegasus von Yami Bakura seinem Millenniumsauge beraubt.
Die erste Staffel hat noch drei kurze Anhänge:
1. Im ersten Anhang wird Rebecca Hawkins (in der japanischen Originalfassung: Rebecca Hopkins) vorgestellt. Hierbei wird die Geschichte der Karte des Weißen Drachen mit eiskaltem Blick erzählt, die sich am Anfang der Staffel im Besitz von Yugis Großvater Solomon befand. Die damals achtjährige, frühreife Rebecca behauptet, dass der Weiße Drache in Wahrheit ihr gehört, und duelliert sich mit Yugi um die Karte. Sie gewinnt das Duell gegen Yugi, weil dieser aufgibt. Kurz darauf taucht überraschend ihr Großvater Arthur auf, dem Solomon bei einer Expedition in Ägypten das Leben gerettet hat. Arthur bringt seiner Enkelin bei, dass es beim Duellieren nicht immer nur um Sieg oder Niederlage geht. Er erklärt ihr, dass Yugi aufgegeben hat, um ihr den Weg zum Herzen der Karten zu zeigen, der nur offenbart wird, wenn man sich mit Herz und Verstand duelliert.
2. Im zweiten Anhang, „Virtuelle Welten“, wird Kaiba vom Vorstand seines eigenen Unternehmens in eine virtuelle Welt entführt. Yugi, Joey, Mokuba und Mai folgen ihm und finden heraus, dass er in der „Burg der Finsteren Illusionen“ gefangen gehalten wird. Die Freunde kämpfen sich bis zur Burg vor und schaffen es, Kaiba zu befreien. Doch bevor sie entkommen können, stellen Kaibas Vorstandsmitglieder sich ihnen in den Weg und lassen ihren „Fünf-Götter-Drachen“ auf sie los. Joey, Mai und Mokuba fallen diesem zum Opfer, doch Yugi und Kaiba können ihn schließlich mit vereinten Kräften besiegen. Dadurch werden die fünf Mitglieder des Vorstands ihrerseits in die virtuelle Welt verbannt.
3. Im dritten Anhang treffen die Freunde auf Duke Devlin, der seinerseits Erfinder des von ihm selbst entwickelten Würfelspiels „Dungeon Dice Monsters“ ist und danach trachtet Yugi in diesem Spiel zu besiegen. Nach einer verbalen Auseinandersetzung zwischen Joey und Duke, beschließt Joey Duke zu einem Duell in Duel Monsters herauszufordern. Joey verliert das Duell und muss gemäß einer zwischen ihm und Duke geschlossenen Vereinbarung eine Woche lang ein Hundekostüm tragen und Dukes Befehle befolgen. Yugi lässt sich das nicht gefallen und will Joey rächen. Doch Duke ist gerissen und will nicht Duel Monsters, sondern sein eigenes Würfelspiel gegen Yugi spielen. Da Yugi das Spiel natürlich nicht kennt, sieht Duke sich im Vorteil. Dies will er auch ausnutzen, um Yugi vor der Welt als vermeintlichen Betrüger bloßzustellen, der Pegasus nach seiner Ansicht nur mit unfairen Mitteln besiegen konnte. Doch noch während des Spiels hat Yugi die Regeln und Spielweise gelernt und schafft es, Duke zu besiegen und Joey zu befreien. Am Ende entschuldigt Duke sich bei Yugi für die Anschuldigungen und die Clique freundet sich mit ihm an.

##### 2. Staffel: Das Battle City Duell
In der zweiten Staffel veranstaltet Seto Kaiba das Battle-City-Turnier, mit dem er die „Drei Ägyptischen Götterkarten“ bekommen will, die Karten der drei mächtigsten ägyptischen Götter. Er selbst bekommt von Ishizu Ishtar die Karte „Obelisk, der Peiniger“ (engl.: „God of Obelisk“). Die anderen zwei Karten besitzt ihr Bruder Marik, der sie aus ihren Verstecken gestohlen hat. Die drei Karten sind die stärksten im ganzen Spiel, sie sind sogar stärker als „Exodia, die Verbotene“. Später gewinnt Yugi „Slifer, den Himmelsdrachen“ (engl.: „God of Osiris“) von Marik. Doch Marik besitzt noch die dritte ägyptische Götterkarte „Geflügelter Drache des Ra“ (engl.: „God of Ra“). Marik will mit allen Mitteln das Millenniumspuzzle von Yugi bekommen, weil er dadurch Herrscher der Welt werden will. (Zumindest in der 4Kids-Version. Im japanischen Original will Marik den namenlosen Pharao töten, weil er ihn dafür verantwortlich macht, seinen Vater getötet zu haben). In der Endrunde werden Mai und Bakura von Marik ins „Reich der Schatten“ verbannt, da Mai im dritten Viertelfinale gegen Marik verloren hat und Bakura im ersten Viertelfinale gegen Yugi verloren hat.

##### 3. Staffel: Enter the Shadow Realm
Die dritte Staffel setzt inmitten des Finales des Battle City-Turniers ein. Das Luftschiff, mit dem die Finalisten reisen, wird auf einer schwimmenden Festung durch Noah Kaiba zum Landen gebracht. Yugi, Kaiba sowie Yugis Freunde werden von den Big Five, dem ehemaligen Vorstand der Kaiba Corp., in eine virtuelle Welt verbannt. Dort müssen sie alle einzeln gegen die Big Five, bestehend aus Gansley, Leichter, Nesbitt, Johnson und Crump, in Duel Monsters antreten, weil diese deren Körper haben wollen, um wieder in die reale Welt zu gelangen. Es stellt sich heraus, dass Noah der lange verstorbene Adoptivbruder von Kaiba ist, der sich an diesem rächen will. Später erscheint auch noch Gozaburo Kaiba, der Adoptivvater von Seto und leibliche Vater von Noah. Am Ende können alle dank Noah's Hilfe, welcher sich aus Reue für seine Taten selbst opfert, entkommen und mit dem Luftschiff fliehen. Nun beginnt erst das Finale des Battle City-Turniers, in dem Joey von Marik besiegt wird, wodurch Joey längere Zeit bewusstlos ist, jedoch gelangt er nicht ins „Reich der Schatten“. Nach Yugis Sieg über Kaiba im Halbfinale gelingt es ihm im finalen Duell Mariks böse Seite zu besiegen und seine gute Seite retten, wodurch alle gefangenen Seelen wieder befreit werden.

##### 4. Staffel: Waking the Dragons
Die vierte Staffel setzt nach dem Ende der dritten Staffel ein. In dieser Staffel geht es um einen mysteriösen Bösewicht namens Dartz, der durch die Seelen starker Duellanten, die er mithilfe einer mächtigen Duel Monsters-Karte (Siegel von Orichalcos) „sammelt“, die große Bestie Leviathan wieder auferstehen lassen und mit ihr die Welt zerstören will. Dazu übernimmt er sogar die Kaiba Corporation. Um seinen Plan zu verwirklichen, will er Yami Yugi in einem Duell die Seele rauben. Nach vielen Duellen, in denen viele, darunter auch der kleine Yugi, der Seele beraubt werden, ist der große Leviathan fast auferstanden, nur noch die Seelen von Kaiba und Yami Yugi fehlen. In einem letzten Duell will Dartz, der Anführer der Doom-Organisation (in der japanischen Originalfassung: Doma), die Seelen beider stehlen. Kaiba scheitert im Duell und verliert seine Seele. Doch schließlich kann Yami Yugi Dartz besiegen und alle gefangenen Seelen wieder befreien, nachdem er den auferstandenen Leviathan dank der drei von ihm beschworenen Ägyptischen Götter bezwungen hat.

##### 5. Staffel: Grand Championship/Dawn of the Duel
Der erste Teil der Staffel handelt von einem kurzen Turnier, das Kaiba veranstaltet, um die Einweihung des Themenparks Kaiba Land gebührend zu feiern. Der Sieger des Turniers hat am Ende die Ehre, gegen Yugi anzutreten. Insgesamt treten die besten Duellanten aus aller Welt an; dazu gehören auch Rebecca Hawkins, Joey und Yugis Großvater. Allerdings schleicht sich einer von Kaibas deutschen Konkurrenten mit Namen Siegfried von Schröder ein und infiziert sein Computersystem mit einem Virus. Ein anderer Mitbewerber, den alle für einen netten Jungen hielten, stellt sich als Siegfrieds Bruder Leon heraus, der sich jedoch anders als Siegfried nicht an der Kaiba-Familie rächen will.
Im zweiten Teil steht Yami Yugis Vergangenheit im Fokus. In Ägypten wird er von Yami Bakura zu einem ultimativen Spiel der Schatten herausgefordert, in dem sich die Ereignisse des Alten Ägyptens wiederholen. Nachdem er sein Gedächtnis wiedererlangt hat, erfährt er unter anderem, dass sein richtiger Name Atem lautet. Er zerstört mit Hilfe einer Fusion der drei Göttermonster die Personifizierung des Bösen: Zorc/Yami Bakura.
Nach der Rückkehr in die Gegenwart müssen Atem und Yugi in einem letzten Kampf beweisen, dass die beiden bereit sind, getrennte Wege zu gehen. In einem zeremoniellen Duell gelingt es Yugi, nicht nur die drei Göttermonster zu bezwingen, sondern sich auch gegen seinen Freund durchzusetzen und ihm so die letzte Ruhe zu ermöglichen.

##### Zusatzstaffel: Capsule Monsters
Die Handlung in den zwölf zusätzlichen Episoden weicht von der ursprünglichen ab und ist zeitlich zu einem nicht näher genannten Punkt innerhalb der Serie platziert. Die Duellanten kämpfen hier nicht mit Karten, sondern mit Monstern, welche in Kapseln eingesperrt sind. In dieser Staffel bekommen auch Tristan und Tea, die eigentlich nur im Hintergrund agieren, eine wichtige Rolle.

##### Nachfolgeserie: Yu-Gi-Oh! GX
Seit 2004 gibt es eine Nachfolgeserie mit dem Namen Yu-Gi-Oh! GX. Diese Serie hat einen neuen Protagonisten Judai Yuki, der in der US-amerikanischen Fassung in „Jaden“ umbenannt wird. Der Protagonist der Vorgängerserie Yugi hat jeweils einen Cameo-Auftritt in der ersten Folge der ersten Staffel und in den letzten beiden Folgen der vierten Staffel der Serie. Yu-Gi-Oh! GX endete in Japan im März 2008 mit insgesamt 180 Folgen.

##### 2. Nachfolgeserie: Yu-Gi-Oh! 5D's
Im April 2008 startete in Japan die zweite Nachfolgeserie, Yu-Gi-Oh! 5D’s. Es gibt wieder neue Charaktere, und auch der Handlungsort hat sich verändert. Die bekannte Stadt Domino aus der ersten Serie ist jetzt nach wirtschaftlichen Kriterien zweigeteilt worden: In New Domino City, einen sehr großen, wohlhabenden High-Tech-Stadtteil, und in Satellite. Letzterer wirkt sehr heruntergekommen und gleicht eher einem Slum, wohin auch „gebrandmarkte“ Verbrecher verbannt werden. Dort lebt auch der Protagonist der Serie, Yusei Fudo.

##### 3. Nachfolgeserie: Yu-Gi-Oh! ZEXAL
Ab 11. April 2011 erschien in Japan die dritte Nachfolgeserie Yu-Gi-Oh! Zexal. Zeitgleich erschien auch wieder ein Manga zur Serie. Die Handlung ist weit in der Zukunft angesiedelt. Der Protagonist ist der leicht tollpatschige und unvorsichtige Yuma Tsukumo. Nachdem er dem mysteriösen Wesen Astral begegnet, beginnt sein Abenteuer.

##### 4. Nachfolgeserie: Yu-Gi-Oh! ARC-V
Im Frühjahr 2014 erschien in Japan die vierte Nachfolgeserie Yu-Gi-Oh! ARC-V. Der neue Protagonist ist Yūya Sakaki, der die neue Art des Duells, das „Action Duel“, anwendet. Die Free-TV Premiere in Deutschland war am 12. März 2015 auf ProSieben Maxx.

##### 5. Nachfolgeserie: Yu-Gi-Oh! VRAINS
Im Frühjahr 2017 erschien die fünfte Nachfolgeserie Yu-Gi-Oh! VRAINS. In dieser wurde das Regelwerk des Kartenspiels umfassend geändert, um Beschwörungstechniken, welche in vorherigen Serien eingeführt wurden, massiv einzuschränken. Dies geschieht hauptsächlich durch eine neue Art von Monsterkarten, den sogenannten Link-Monstern.
Neuester Protagonist ist Yusaku Fujiki, welcher in der Digitalen Spielwelt, den namensgebenden LINK VRAINS, als Playmaker bekannt ist.

##### 6. Nachfolgeserie: Yu-Gi-Oh! Sevens
Die sechste Nachfolgeserie Yu-Gi-Oh! Sevens startete am 4. April 2020 in Japan bei TV Tokio.

##### 7. Nachfolgeserie: Yu-Gi-Oh! Go Rush!!
Die siebte Nachfolgeserie Yu-Gi-Oh! Go Rush!! startete am 3. April 2022 in Japan bei TV Tokio.

### Kinofilme
Yu-Gi-Oh!
Am 6. März 1999 wurde in Japan ein von Toei Animation dreißigminütiger Kinofilm zusammen mit den Filmen Digimon Adventure und Dr. Slump – Arale no Bikkuri Bān im Rahmen der Toei Spring Anime Fair '99 veröffentlicht. Die Toei Spring Anime Fair '99 spielte in den japanischen Kinos etwa 650 Millionen Yen ein.
Dieser Film handelt von einem Jungen namens Shōgo Aoyama, der sich vor dem Duellieren scheut, selbst nachdem er die Karte des Schwarzen Rotaugendrachens erlangt. Yugi versucht ihn im Duell gegen Seto Kaiba, der es auf diese seltene Karte abgesehen hat, zu ermutigen.
Yu-Gi-Oh! Der Film
Ein für die westlichen Zuschauer produzierter Film schaffte es 2004 (Kinostart in den USA am 13. August 2004, in Deutschland am 26. August 2004 und in Japan als erweiterte Fassung am 3. November 2004) in die internationalen Kinos. In den USA wurde er in 2.411 Kinos gezeigt.
„Yu-Gi-Oh! Der Film“ (Yu-Gi-Oh! Duel Monsters: Hikari no Pyramid, 遊☆戯☆王デュエルモンスターズ 光のピラミッド, Yū-Gi-Ō Dyueru Monsutāzu: Hikari no Piramiddo) geht zurück in das antike Ägypten. Nach dem Ende des Battle-City-Turniers erwacht tief unter der Sandwüste Ägyptens eine alte Macht. Anubis, vor Jahrhunderten von Yugis mysteriösem zweitem Ich – dem alten Pharao – besiegt, kommt zurück, um Rache zu nehmen. Anubis beschließt Yugi zu vernichten und die Herrschaft der Welt an sich zu reißen. Mit jedem Lebenspunkt, den Yugi im Duell gegen ihn verliert, wird Anubis’ Macht gestärkt. Jetzt ist Yugis ganzes Können als Meister des „Duel Monsters“ gefordert – schließlich hängt das Schicksal der Welt davon ab.
Yu-Gi-Oh! Bonds Beyond Time
Zum zehnjährigen Jubiläum der von Studio Gallop und Nihon Ad Systems produzierten Yu-Gi-Oh! Reihe, kam 10th Anniversary Gekijōban Yū-Gi-Ō – Chō-Yūgō! Jikū o Koeta Kizuna (10thアニバーサリー 劇場版 遊☆戯☆王 〜超融合!時空を越えた絆〜) am 23. Januar 2010 in 3D in den japanischen Kinos. Der Film handelt davon, dass Yuseis „Sternenstaubdrache“ von einem mysteriösen Duellanten namens Paradox gestohlen wird; zudem will er den Erfinder von Duel Monsters, Maximillian Pegasus, töten. Yusei reist in die Vergangenheit, um mit Jaden Yuki und Yugi Muto gemeinsam gegen Paradox anzutreten und seine Karte zurückzuholen, um ihn von dem Mord abzuhalten.
Der Film wurde von 4kids lizenziert und wurde im Frühjahr 2011 in den amerikanischen Kinos unter dem Titel „Yu-Gi-Oh! 3D Bonds Beyond Time“ gezeigt. Im Frühjahr 2011 sollte er in Deutschland gezeigt werden, da 4kids aber im März 2011 die Rechte an Yu-Gi-Oh! verloren hat, ist eine Veröffentlichung außerhalb von Amerika nicht möglich gewesen. Im August 2018 gab der Publisher KSM Anime bekannt, den Film Mitte 2019 auf Deutsch zu veröffentlichen. Der Film erschien am 27. Juni 2019 im Bundle zusammen mit dem ersten Film in einem FuturePak, jedoch vorerst exklusiv im Anime-Planet-Shop. Das Bundle ist am 26. September 2019 in einer Auflage von 1000 Stück im Handel erschienen.
Yu-Gi-Oh! The Dark Side of Dimensions
Zum zwanzigstens Jubiläum des Franchises wurde der vierte Film Yū☆Gi☆Ō Za Dākusaido Obu Dimenshonzu (遊☆戯☆王 ＴＨＥ　ＤＡＲＫ　ＳＩＤＥ　ＯＦ　ＤＩＭＥＮＳＩＯＮＳ) am 23. April 2016 in den japanischen Kinos veröffentlicht. Am 12. März 2017 kam er durch KSM Anime als Yu-Gi-Oh! The Dark Side of Dimensions in die deutschen und österreichischen Kinos und später auf DVD und Blu-ray.

## Spiele

### Sammelkartenspiel
→ Siehe Hauptartikel: Yu-Gi-Oh!-Sammelkartenspiel

### Videospiele
Seit 1998 sind eine ganze Reihe auf Yu-Gi-Oh basierender Videospiele für verschiedene Plattformen erschienen. Der Hersteller der Spiele ist Konami:
| Arcade-Spiele: - Duel Terminal 1-6 (2010–2012) PC-Spiele: - Yu-Gi-Oh! Power of Chaos: Yugi The Destiny (2003) - Yu-Gi-Oh! Power of Chaos: Kaiba The Revenge (Fortsetzung von Yugi The Destiny) (2004) - Yu-Gi-Oh! Power of Chaos: Joey The Passion (Dritter Teil der Power of Chaos-Reihe) (2004) - Yu-Gi-Oh! Legacy of the Duelist (Steam) (2016) - Yu-Gi-Oh! Duel Links (Steam) (2017) - Yu-Gi-Oh! Master Duel! (2022) Online PC-Spiele: - Yu-Gi-Oh! Online (PC) (Online-Variante des Spiels, spieltechnisch wie die Chaos-Reihe) - Yu-Gi-Oh! Online 2 Duel Evolution (PC) (Online-Variante des Spiels, spieltechnisch wie die Chaos-Reihe) - Yu-Gi-Oh! Online 3 Duel Accelerator (PC) (Online-Variante des Spiels, spieltechnisch wie die Chaos-Reihe) (2010) - Yu-Gi-Oh! Master Duel! (2022) PlayStation-Spiele: - Yu-Gi-Oh! Forbidden Memories (2003) PlayStation-2-Spiele: - Yu-Gi-Oh! Duelists of the Roses (2004) - Yu-Gi-Oh! Kapselmonster Kolosseum (2005) - Yu-Gi-Oh! GX Tag Force Evolution (2008) PlayStation-3-Spiele: - Yu-Gi-Oh! Millennium Duels (2014) PlayStation-4-Spiele: - Yu-Gi-Oh! Legacy of the Duelist (2015) PlayStation-Portable-Spiele: - Yu-Gi-Oh! GX Tag Force (2007) - Yu-Gi-Oh! GX Tag Force 2 (2007) - Yu-Gi-Oh! GX Tag Force 3 (2008) - Yu-Gi-Oh! 5D's Tag Force 4 (2009) - Yu-Gi-Oh! 5D's Tag Force 5 (2010) - Yu-Gi-Oh! 5D's Tag Force 6 (2011) nur in Japan - Yu-Gi-Oh! ARC-V Tag Force Special (2015) nur in Japan Xbox-Spiele: - Yu-Gi-Oh! Die Wiege des Schicksals (2005) Xbox-360-Spiele: - Yu-Gi-Oh! 5D's Decade Duels (XBox Live) (2010) Xbox-One-Spiele: - Yu-Gi-Oh! Legacy of the Duelist (2015) - Yu-Gi-Oh! Master Duel! (2022) | Game-Boy-Color-Spiele: - Yu-Gi-Oh! Das Dunkle Duell (2003) Game-Boy-Advance-Spiele: - Yu-Gi-Oh! Die heiligen Karten (Kartenspiel mit RPG-Elementen) (2004) - Yu-Gi-Oh! World Championship Tournament 2004 - Yu-Gi-Oh! World Championship Tournament 2005 – Der Tag des Duellanten - Yu-Gi-Oh! World Championship Tournament 2006 – Ultimate Master Edition - Yu-Gi-Oh! Dungeondice Monsters (2006) - Yu-Gi-Oh! Destiny Board Traveler (2005) - Yu-Gi-Oh! Worldwide Edition – Stairway to the Destined Duel (Championship 2003) - Yu-Gi-Oh! Reschef der Zerstörer (Nachfolger zu „Die heiligen Karten“) (2004) - Yu-Gi-Oh! GX Duel Academy (2006) Nintendo-DS-Spiele: - Yu-Gi-Oh! World Championship 2007 - Yu-Gi-Oh! World Championship 2008 - Yu-Gi-Oh! Nightmare Troubadour (2006) - Yu-Gi-Oh! GX Spirit Caller (2007) - Yu-Gi-Oh! GX Card Almanac (2007) - Yu-Gi-Oh! 5D's World Championship 2009: Stardust Accelerator - Yu-Gi-Oh! 5D's World Championship 2010: Reverse of Arcadia - Yu-Gi-Oh! 5D's World Championship 2011: Over the Nexus Nintendo-3DS-Spiele: - Yu-Gi-Oh! Zexal: World Duel Carnival (Japan 2013) (Europa, USA 2014) GameCube-Spiele: - Yu-Gi-Oh! Königreich der Illusionen (Echtzeit-Strategiespiel mit RPG-Elementen) (2004) Nintendo-Switch-Spiele - Yu-Gi-Oh! Legacy of the Duelist: Link Evolution (2019) Wii-Spiele: - Yu-Gi-Oh! 5D's Wheelie Breakers (2009) - Yu-Gi-Oh! 5D's Master of the Cards (/Duel Transer) (2010) Android und iOS-Spiele: - Yu-Gi-Oh! Bam Pocket - Yu-Gi-Oh! Duel Generation (2014) - Yu-Gi-Oh! Duel Links (2016) |